# 87933 Bernardschmitt
87933 Bernardschmitt este o planetă minoră (asteroid) din centura de asteroizi. A fost descoperită pe 21 septembrie 2000 la Observatorul Național Kitt Peak de Marc Buie⁠(d). 
Obiectul prezintă o orbită caracterizată de o semiaxă mare de 2,8033858087311 UAi, o excentricitate de 0,10613524058928, o înclinație de 2,2137634308277 ° în raport cu ecliptica.